# IPadOS 15
iPadOS 15 è la terza versione del sistema operativo mobile iPadOS, sviluppato da Apple specificatamente per i tablet iPad. È stato presentato alla Worldwide Developers Conference (WWDC) del 7 giugno 2021. Lo stesso giorno ne è stata pubblicata la prima beta mentre l’uscita per il pubblico è avvenuta il 20 settembre 2021.

## Novità delle app

### Facetime
SharePlay: è possibile condividere il proprio schermo con altri membri della chiamata ed è possibile visualizzarlo anche su altri dispositivi (come la Apple TV) oppure contenuti provenienti da Apple Music e l'app Apple TV.

### File

Marchio riservato alle applicazioni disponibili su App Store, come File.

- Nell'app File è disponibile una nuova modalità di visualizzazione dei file per gruppi.
- È possibile inserire pagine, effettuarne una ruotazione o rimuoverle.
- È possibile proteggere i PDF con una password.
- È possibile scansionare un biglietto da visita.[3]

### Foto
- Intelligenza artificiale nell'app Foto: toccando gli oggetti in una foto, è possibile saperne il nome.[4]
- Nell'app Foto è possibile modificare in maniera più selettiva i ricordi, potendo anche cambiare sottofondo musicale.
- Nell'app Foto è possibile visualizzare tutte le informazioni dai metadati e modificare data e ora e il luogo di scatto.[5]

### Fotocamera
Testo attivo: Puntando la fotocamera su un'immagine contenente del testo, si può copiarlo e incollare in un'altra app. Naturalmente è anche possibile effettuare una traduzione o condividerlo con altre persone.

### Mappe
- Una maggiore profondità è stata aggiunta alle mappe di guida con l'uso della modellazione 3D che rende più facile interpretare le direzioni di fronte a strade su livelli diversi rispetto a quella su cui si guida.
- Sono stati aggiunti edifici, monumenti e alberi in 3D.[6]
- Sono migliorati i dettagli delle strade e vengono aggiunte varie informazioni quali l'ubicazione dei semafori e degli autovelox.
- È possibile visualizzare il globo terrestre in 3D per poter navigare.[7]
- La modalità notte impostata in Mappe si basa sulla modalità notte impostata nel sistema anziché attivarsi soltanto di notte, mentre i colori sono migliorati.
- Navigazione in realtà aumentata: permette di scandire la visuale e navigare visualizzando le indicazioni che vengono sovrapposte in 3D al mondo reale ripreso dalla fotocamera.
- Trasporti pubblici: percorsi e orari dei mezzi pubblici, con possibilità anche di pinnare in alto i percorsi preferiti. Le notifiche in-app avvisano l'utente quando deve scendere da un autobus o un treno grazie al miglioramento del tracciamento GPS in tempo reale. Queste informazioni di transito sono visibili anche su un Apple Watch collegato all'iPhone.
- Segnalazioni e Recensioni: è possibile segnalare incidenti, scrivere recensioni o aggiungere foto ad esercizi commerciali o punti di interesse, ecc.

### Messaggi
- Condivisi con te: i contenuti condivisi sono inseriti nella app corrispondente per una visualizzazione successiva.[8]Se un contatto di iMessage dovesse inviarci un link[9], per esempio di Apple Music, la canzone reindirizzata dal collegamento sarà mostrata nella sezione di Apple Music “Suggeriti per te”, insieme al testo del messaggio.
- Foto multiple: le immagini sono ora mostrate in una pila che si può sfogliare.[10]
- Metti in evidenza: il link di un sito web che ci è stato inviato può essere appuntato con un pin colorato.[11]Anche le conversazioni si possono mettere in evidenza.[12]

### Meteo
- Nuovi effetti grafici che animano le precipitazioni.
- È presente una mappa che permette di visualizzare temperature, precipitazioni e qualità dell'aria.
- Possibilità di ricevere notifiche sulle precipitazioni per le posizioni che si desidera.

### Podcast
- È presente una nuova impostazione per limitare gli episodi salvati su iPhone.
- Gli episodi meno recenti vengono eliminati in modo automatico.

### Safari
- Barra degli indirizzi: la barra degli indirizzi è stata spostata in basso.[14]
- Pannelli: è possibile organizzare le schede in gruppi.[15]
- Pagina iniziale: è possibile personalizzare la pagina visualizzata all'avvio del browser con una o più sezioni tra preferiti, siti più frequentemente visitati, condivisi con te, report della privacy, elenco lettura, suggerimenti di Siri e pannelli iCloud.[16]
- Estensioni: è possibile installare estensioni per modellare il funzionamento di Safari.[17]
- È possibile tradurre una pagina web direttamente da Safari.[18]

### Salute
- Possibilità di condividere i dati coi propri familiari o medici in modo da poterli monitorare sul loro telefono.

- È presente un nuovo parametro monitorato chiamato Stabilità della camminata, che determina il rischio di caduta utilizzando i sensori dell'iPhone e sofisticati algoritmi che misurano l'equilibrio, la stabilità e la coordinazione.[19]

- Aggiunta anche l'Analisi delle tendenze ovvero delle linee orizzontali che mostrano la tendenza dei vari parametri sul lungo periodo.

- Risultati di Laboratorio permette di importare i risultati di laboratorio da una struttura sanitaria, con la possibilità anche di compararli coi mesi precedenti.

### Traduci
Arriva l'app Traduci, per la prima volta su iPad.
- Questa funzione consente di eseguire traduzioni offline in molteplici lingue, senza la necessità di essere connessi a Internet tramite l'app Traduci.[20]
- Inoltre, la funzione è in grado di tradurre in tempo reale le pagine web in Safari.[21]

### Wallet
Con l'iPad, è ora possibile aggiungere informazioni sulle vaccinazioni anti COVID-19 nell'app Wallet di Apple.

## Caratteristiche

### Novità dell'interfaccia

#### Libreria app
È accessibile scorrendo il dito a sinistra nell’ultima pagina della schermata Home, come su iOS, o tramite l’icona nel Dock, similmente a quanto accade con il Launchpad di macOS.

#### Multitasking
Viene migliorato e reso simile a quello di macOS: è stato aggiunto il menu Multitasking, che consente di aprire due app suddividendo lo schermo in altrettante finestre affiancate.

#### Ricerca Spotlight
È possibile trascinare le app da Spotlight direttamente nella schermata Home.

#### Vista Oggi
È possibile visualizzare widget anche nella schermata Home. E' sufficiente portarsi in Impostazioni > "Schermata Home e Dock" per trovare l'interruttore della voce "Tieni la vista Oggi nella schermata Home".

#### Widget
In base al contesto, iPadOS è in grado di aggiungere o rimuovere widget alle raccolte già esistenti. Per esempio, in prossimità dell'inizio di un certo evento presente del Calendario, il sistema può decidere di aggiungere automaticamente a una raccolta smart il widget Calendario, qualora non fosse già presente, per poi rimuoverlo alla scadenza dell'evento.

### Nuove funzioni

#### Controllo Universale
La funzionalità Controllo Universale permette di utilizzare una periferica di input (cioè di immissione dati) quando ci sono più dispositivi iPad o Mac presenti: a partire dall'aggiornamento di iPadOS 15.4.

#### Full immersion
La funzionalità Full immersion permette di impostare uno stato di attività, ad esempio Lavoro, Sonno e Non disturbare. In base allo stato selezionato, è possibile impostare il tipo di notifica che si vuole ricevere e da quale applicazione. Lo stato Fitness può attivare automaticamente l'app Fitness su un Apple Watch, se presente. È anche possibile scegliere quali pagine o applicazioni mostrare sulla Home in base allo stato. Quest'ultimo può cambiare automaticamente in base al luogo in cui ci si trova o all'orario.
Alcune impostazioni della schermata di blocco possono essere controllate in base allo stato; per esempio, la funzione Attenua blocco schermo, che oscura la schermata di blocco impedendo alle notifiche di essere visibili in quella schermata, può essere attivata o disattivata automaticamente in base allo stato.

#### iCloud Mail
iCloud Mail è stato migliorato a livello di funzionalità. Non esiste una app specifica per iCloud Mail, ma si utilizza l’app Mail fornita da Apple.